# Уирдейлская кампания
Уирде́йлская кампа́ния (англ. Weardale campaign) — военный поход против Шотландского королевства, предпринятый Англией весной 1327 года. Кампания английской армии, формально возглавляемой юным королём Эдуардом III, а фактически — Роджером Мортимером, оказалась неудачной. Попытки догнать шотландскую армию, возглавляемую Домналлом, графом Маром, Томасом Рэндольфом, графом Морей и Джеймсом Дугласом, которая перед этим вторглась в Северную Англию и опустошила её, были безуспешны. Кроме того, шотландцы совершили дерзкий налёт на королевский лагерь в парке Стенхоуп недалеко от Дарема, в результате которого сам Эдуард III чуть не попал в плен.
Данная кампания стала последним сражением Первой войны за независимость Шотландии. По её итогам Роджер Мортимер и королева Изабелла, которые фактически руководили Англией в это время, поняли, что не готовы вести войну с северным соседом. В итоге в 1328 году был заключён Нортгемптонский (Эдинбургский) договор с королём Шотландии Робертом I Брюсом, по которому Англия признала независимость Шотландии в границах 1295 года. Он не устроил Эдуарда III, который, получив после свержения Мортимера в 1330 году полную власть в королевстве, предпринял новую попытку завоевать Шотландию. Окончательно независимость Шотландии Эдуард III был вынужден признать только в 1357 году.

## Предыстория
После смерти в 1290 году королевы Шотландии Маргариты Норвежской Девы угасла Данкельдская династия, в результате чего началась так называемая «Великая тяжба», когда на шотландский престол предъявили права 14 претендентов. В качестве арбитра для разрешения спора за шотландскую корону стороны обратились к королю Англии Эдуарду I, который признал шотландский престол за Иоанном Баллиолом, воспользовавшись ситуацией для установления контроля над Шотландией, при этом вынудив нового короля принести вассальную присягу.
Вскоре новый шотландский король попытался освободиться от зависимости, что дало Эдуарду I повод в 1296 году вторгнуться в Шотландию. Баллиол попал в плен, а английский король провозгласил, что Шотландия становится частью его королевства. Шотландцы отказались признавать королём Эдуарда, что привело к затяжным войнам за независимость Шотландии.
Война шла с переменным успехом. После вступления на английский престол Эдуарда II перевес склонился на сторону шотландцев. В 1314 году шотландская армия под руководством короля Роберта I Брюса разгромила английскую армию в битве при Бэннокбёрне, к 1323 году англичане были полностью изгнаны из Шотландии, а Роберт I прочно утвердился на шотландском троне, совершив несколько крупных набегов на английские земли. В мае 1323 года было заключено 13-летнее перемирие, но, несмотря на него, шотландские набеги продолжались. Ко всему прочему, в 1325 году Эдуард II был вынуждены согласиться на унизительный мир с Францией. Желая получить союзника в борьбе против англичан, в апреле 1326 года Брюс договорился о военном союзе с французами.
К внешним проблемам Англии добавились внутренние: Изабелла Французская, жена Эдуарда II, а также их сын, принц Эдуард, отправившиеся во Францию, отказались возвращаться на родину. Кроме того, Изабелла стала любовницей сбежавшего во Францию Роджера Мортимера из Вигмора. Поощряемые французским двором, они стали центром английского противостояния Эдуарду II. Осенью Изабелла, Мортимер и принц Эдуард высадились в Англии с армией наёмников из Эно и достаточно быстро захватили власть. Эдуард II попал в плен и был вынужден отречься от престола в пользу сына, ставшего королём под именем Эдуарда III. Однако фактическая власть оказалась в руках Изабеллы и Мортимера. Роберт Брюс решил воспользоваться проблемами соседа и возобновил набеги. Изабелла и Мортимер же посчитали, что прекращение набегов шотландцев поможет легитимизации их правления и начали готовить военную кампанию против вторгшейся армии, которую возглавлял сэр Джеймс Дуглас.

## Организация кампании
В наследство от Эдуарда II Англия получила достаточно сложную военно-дипломатическую ситуацию. 31 марта 1327 года английское правительство было вынуждено подписать унизительный Парижский мирный договор с Францией, по которому Карл IV не только получал контроль над той частью Аквитании, которую его войска оккупировали в 1324 году, но, ко всему прочему, Англия была обязана выплатить репарации в размере 50 тысяч марок, чтобы компенсировать ущерб, нанесённый этим землям за прошедший период. По отношению к Шотландии изначально Изабелла и Мортимер держались политики Эдуарда I и Эдуарда II, отказавшись признать королевский статус Роберта I Брюса, считая Шотландию северной частью английского королевства. В день коронации Эдуарда III шотландцы совершили предупредительный набег на замок Норем. 6 марта 1327 года обе стороны подтвердили 13-летнее перемирие, заключённое в 1323 году. Однако уже 5 апреля был объявлен призыв на сбор армии.
Роберт Брюс в это время слёг от неизвестной болезни, что, впрочем, не помешало шотландцам продолжить набеги для оказания давления на Англию. 15 июня английскую границу перешла крупная шотландская армия. В июле начался новый рейд армии, которую возглавляли Домналл, граф Мар, Томас Рэндольф, граф Морей и Джеймс «Чёрный» Дуглас. Её численность составляла 10 тысяч всадников. При этом армия имела мало припасов и багажа; вместо того чтобы вести их с собой, шотландцы рассредоточились по обширной территории в поисках фуража, что сильно отличалось от обычной военной практики того времени, которая подразумевала концентрацию сил. Этот фактор дал шотландской армии высокую степень мобильности. Их рассредоточенный строй, который позволял двигаться широким фронтом длиной не менее в 70 миль (110 км), также затруднял англичанам определение их численности, основной цели и направления движения. Двигаясь на юг, они грабили и сжигали деревни и фермы; к 5 июля шотландцы добрались до Аплби.
Английская армия, которая собиралась в Йорке, была многочисленнее и лучше вооружена. В её состав входил отряд элитных наёмников из Эно, которыми, командовал Жан де Бомон, младший брат Вильгельма I Доброго, графа Эно, Голландии и Зеландии. Их сопровождал хронист Жан Лебель, оставивший подробный рассказ о походе. Наёмники быстро настроили против себя жителей города: они вступали в свары с англичанами и устраивали беспорядки на улицах города. В итоге их атаковали английские лучники, в ответ наёмники сожгли часть города. Обе стороны при этом понесли серьёзные потери. Также англичане разместили значительный контингент валлийских войск у Карлайла и крупные силы в Ньюкасле. Командующие полагали, что наличие этих войск на флангах и сложный рельеф местности будут препятствовать любой попытке шотландцев отступить и вынудит принять бой.

## Военная кампания
Английская армия выступила из Йорка 1 июля. 15 июля она добралась до Дарема. Номинальным командующим был юный Эдуард III, однако какими-то реальными полномочиями он не обладал. Фактическим командиром был Роджер Мортимер. Королева Изабелла осталась в Дареме. Из города был виден дым от горящих ферм, указывающий, что какие-то силы шотландцев находятся рядом.
В дальнейшем английская армия провела несколько недель в безуспешных попытках настичь шотландскую армию. 16 июля она боевым строем двинулась к свежим шлейфам дыма, но шотландцев не нашли. 17 июля ситуация повторилась. В итоге англичане поняли, что их противник может грабить и сжигать деревни, передвигаясь значительно быстрее по местности, которую хронист Жан Лебель, бывший очевидцем событий, охарактеризовал как «дикие пустоши». Поэтому командиры англичан решили изменить стратегию. 20 июля армия двинулась до рассвета верхом так быстро, как могла. Обоз остался позади, а пехотинцы шли за конницей так быстро, как могли. К началу ночи авангард переправился через реку Тайн вброд у Хейдона. Ночь они провели с оружием в руках, ожидая неожиданного нападения, но его не случилось. Утром авангард оказался в затруднительном положении: обоз остался далеко позади, еды поблизости не было. Также шёл сильный дождь, в результате чего перебраться через Тайн стало невозможно. Лебель сообщает, что через неделю англичане стали жаловаться на «дискомфорт и бедность»; в итоге командирам пришлось разрабатывать новый план.
Послав вперёд разведчиков, английская армия двинулась на запад к Халтуистлу, где Тайн можно было преодолеть вброд. Шотландцы находились южнее; они знали об английской армии, но обнаружить её не могли. Один из английских разведчиков попал в плен, но его отпустили, отправив к Эдуарду III с сообщением, что шотландцы рвутся в бой. Освобождённый разведчик привёл английскую армию к позициям шотландцев, обосновавшихся на северном берегу реки Уир неподалёку от парка Стенхоуп, вероятно, 31 июля. Шотландские копейщики заняли каменистые высоты, выходившие на быстро текущую реку, построившись в шилтрон — плотное построение пиками наружу, хотя и с малой мобильностью, но в нём можно было держать круговую защиту. Атака на данную позицию была бы безнадёжной.
Английская армия построилась в боевой порядок, после чего Эдуард III обратился к ней с речью. Далее она начала медленно двигаться к позиции шотландцев, надеясь, что те спустятся для битвы, однако те оставались на месте. После разведки шотландских позиций английские лучники форсировали реку вверх по течению и начали стрелять по противнику с дальней дистанции, надеясь заставить его сменить позицию, но их прогнала шотландская конница. Затем англичане послали герольдов, приглашая шотландцев оставить свои позиции и вступить в честную схватку, но командующий ими Джеймс Дуглас отказался это делать, заявив, что они довольны своей позицией, а если английский король и его советники недовольны сложившейся ситуацией, то пусть сами решают, что делать. Англичане в ответ атаковать не решились, оставшись на правом берегу Уира лицом к шотландцам, надеясь заморить противника голодом.
Так армии провели 3 дня. Ночью 2/3 августа шотландцы отступили, двинувшись к парку Стенхоуп. Англичане переместили лагерь вслед за ними, оставаясь на правом берегу реки, опасаясь, что противник может напасть на них в момент переправы через Уир. Занятая шотландцами позиция была достаточно удачной, прямое нападение англичан на них было бы самоубийственным. В ночь 3/4 августа Дуглас возглавил нападение на королевский лагерь, учинив хаос и разогнав королевскую стражу. Он едва не захватил в плен самого короля. В одной из хроник говорится, что сэр Джеймс выехал прямо в центр лагеря, выкрикивая: «Дуглас!», после чего перерезал несколько верёвок королевской палатки, которая обрушилась на находившегося внутри Эдуарда III. После этого шотландцы вернулись на свои позиции. При этом англичане были уверены, что это нападение было попыткой голодающих шотландцев выбраться из ловушки, в которой они оказались.
6 августа англичане допросили пленных, которые указали, что в шотландцы в эту ночь собираются переправить через реку всю армию. В итоге армия не спала всю ночь, находясь с оружием и в полной броне, ожидая нападения, с горящими кострами, освещавшими поле. Но в итоге шотландцы, у которых действительно не было еды, перебрались через болото к северу от своей позиции, которое англичане сочли непроходимым, после чего с добычей ускользнули в своё королевство. Некоторые хронисты утверждают, что Эдуард был настолько взбешён неудачей, что плакал от злости. После этого измученные англичане к 10 августа вернулись в Дарем. Наёмникам из Эно заплатили, и те отправились домой.

## Итоги и последствия
Современники считали данную кампанию «великим позором, бесчестьем и презрением всей Англии». Северная Англия была разграблена настолько сильно, что ей пришлось предоставлять налоговые льготы. Кроме того, военная кампания обошлась правительству настолько дорого, что английскому правительству пришлось заложить драгоценные камни из короны. На неё было потрачено 70 тысяч фунтов, из которых 41 тысяча ушла на оплату наёмников. При этом годовой доход короны составлял 30 тысяч марок. В том же году шотландская армия вновь совершила набег в Северную Англию, опустошив Нортумбрию.
Мортимер и Изабелла поняли, что не могут себе позволить вести войну с Шотландией, поскольку если шотландцы решат вторгнуться в 1328 году, то у правительства не хватит денег для сбора армии. В итоге они были вынуждены начать переговоры о мире, проходившие зимой 1327/1328 года. При этом Эдуард III в них не участвовал. Условия мирного договора, в котором были удовлетворены требования Роберта I Брюса, были согласованы к 17 марта 1328 года, когда шотландский король подписал его в Эдинбурге. 1 мая договор был ратифицирован в Нортгемптоне английским парламентом. По его условиям Англия признавала независимость Шотландии, король Эдуард III отказывался от претензий на шотландский трон, признав, что там будут править Брюс и его наследники. Границы между двумя королевствами были закреплены по состоянию, в котором она была в последние годы правления Александра III Шотландского. Также была заключена помолвка между шестилетней Джоан, сестрой Эдуарда, и Давидом, малолетним наследником Роберта I.
Условия Нортгемптонского (Эдинбургского) договора сильно раздражали Эдуарда III, который ясно выразил своё недовольство и никогда его не признавал. В Англии его называли «turpis pax» — позорный мир. По условиям договора всё, что Англия после 1295 года завоевала в Шотландии, было утеряно, при этом Шотландия обещала выплатить мизерную репарацию за разорение Северной Англии в 20 тысяч фунтов. Хотя внешне король не показывал, что не собирается соблюдать условия договора, но он не мог пренебречь требованиями, которые высказывала северная знать, называемая в то время «лишёнными наследства». В их числе были как английские аристократы, которые в результате победы Брюса лишились владений в Шотландии, так и шотландские сторонники бывшего короля Иоанна Баллиола и Джона Комина, убитого в 1306 году по приказу Роберта I, вследствие чего бежавшие из Шотландии. При английском дворе получил убежище и Эдуард Баллиол, сын короля Иоанна, который предъявил претензии на шотландскую корону.
В 1329 году умер король Роберт I, годом спустя — его соратник, Уильям Дуглас. Так как наследник Брюса, Давид II, был ещё мал, хранителем (регентом) Шотландии стал Томас Рэндольф, 1-й граф Морей, игнорировавший требования Эдуарда III вернуть «лишённым наследства» их владения, розданные сторонникам Роберта I. В результате Эдуард Баллиол со своими сторонниками летом 1332 года начал готовиться к вторжению в Шотландию, которое ознаменовало начало Второй войны за независимость Шотландии, продолжавшейся до 1357 года.
В походе Эдуарда III принимал участие сын графа Геннегау Жан де Бомон, сопровождавший которого льежский каноник Жан Лебель описал эти военные действия в своих «Правдивых хрониках».